# リトル・ウーマン・ラヴ
「リトル・ウーマン・ラヴ」（英語: Little Woman Love）は、1972年にポール・マッカートニー&ウイングスが発表した楽曲。

## 概要
軽快なピアノポップ。シングル。ダブル・ベースはミルト・ヒントンによる演奏。
1972年に「メアリーの子羊」のB面として発表されたが、録音はアルバム「ラム」セッションの時であり、2012年のポール・マッカートニー・アーカイブ・コレクション「ラム」のボーナストラックにも収録された。
ライヴでは1973年から1975年まで、「C・ムーン」とのメドレーで演奏された。
1973年のTVショー「ジェームズ・ポール・マッカートニー」や、1974年のビデオ「ワン・ハンド・クラッピング」でも、前述のメドレー形式で演奏され、収録されている。